# Pakhuis

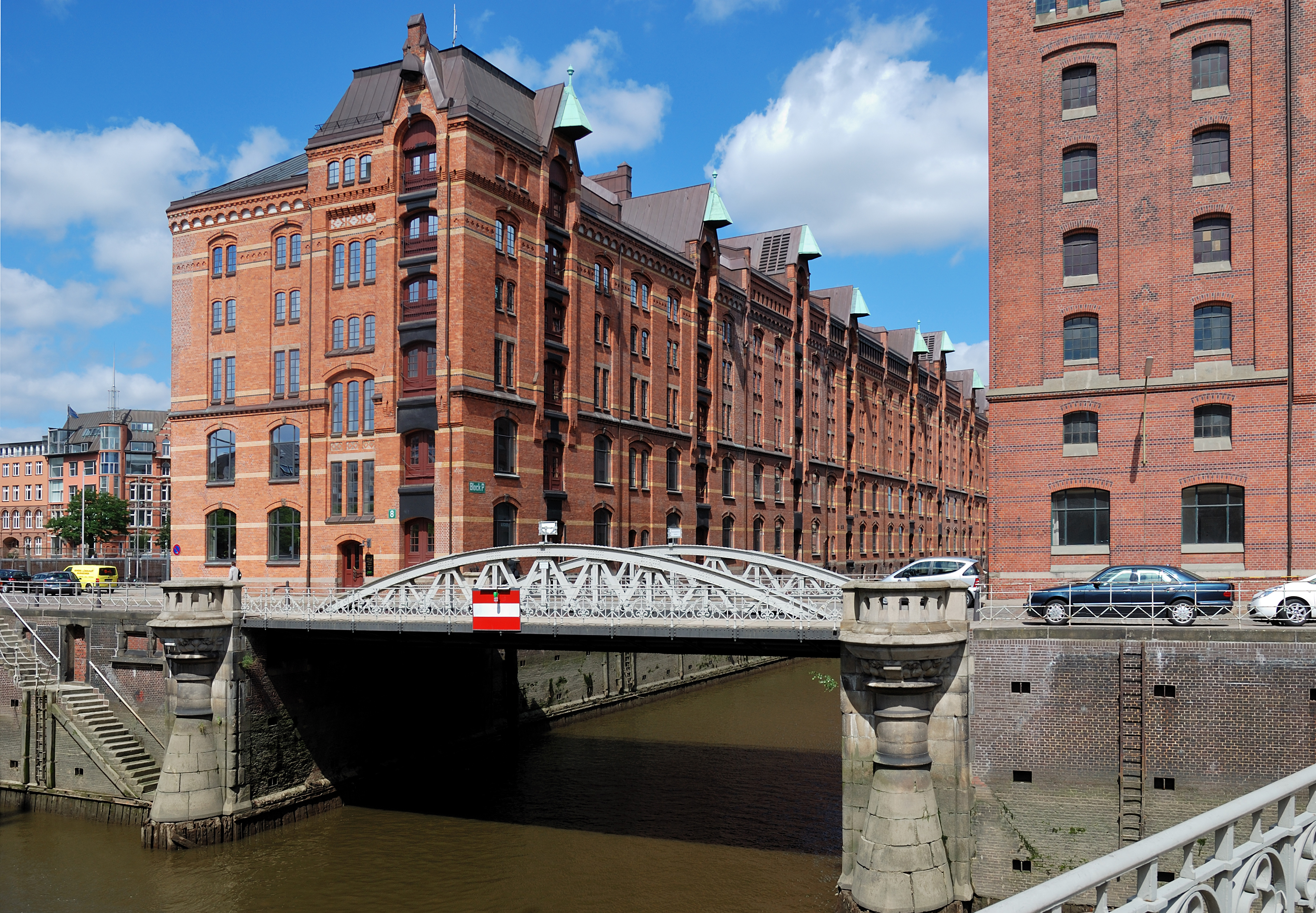
De 19e-eeuwse Speicherstadt in Hamburg

Een pakhuis is een gebouw dat dient voor opslag van goederen. Tegenwoordig wordt meer gesproken over een magazijn. Meer specifiek in de landbouw wordt gesproken van een schuur.

## Eerste pakhuizen
De eerste pakhuizen werden rond 1600 gebouwd, daarvoor werden de goederen vaak opgeslagen op de zolders van de kooplieden. Veel pakhuizen hebben een hijsbalk, deze balk werd gebruikt voor het omhooghijsen van de goederen. Nadat deze hijsbalk haar handigheid had bewezen, werden ook de normale huizen hiermee uitgerust, alleen dan voor het ophijsen van huisraad. Soms werden hijsbalken overkapt met een trijshuis.

## Naam
Vaak droegen deze pakhuizen de naam van het land of streek waar de goederen vandaan kwamen of had de naam iets te maken met het soort goederen dat het pakhuis herbergde.

## Pakhuizen in Nederland

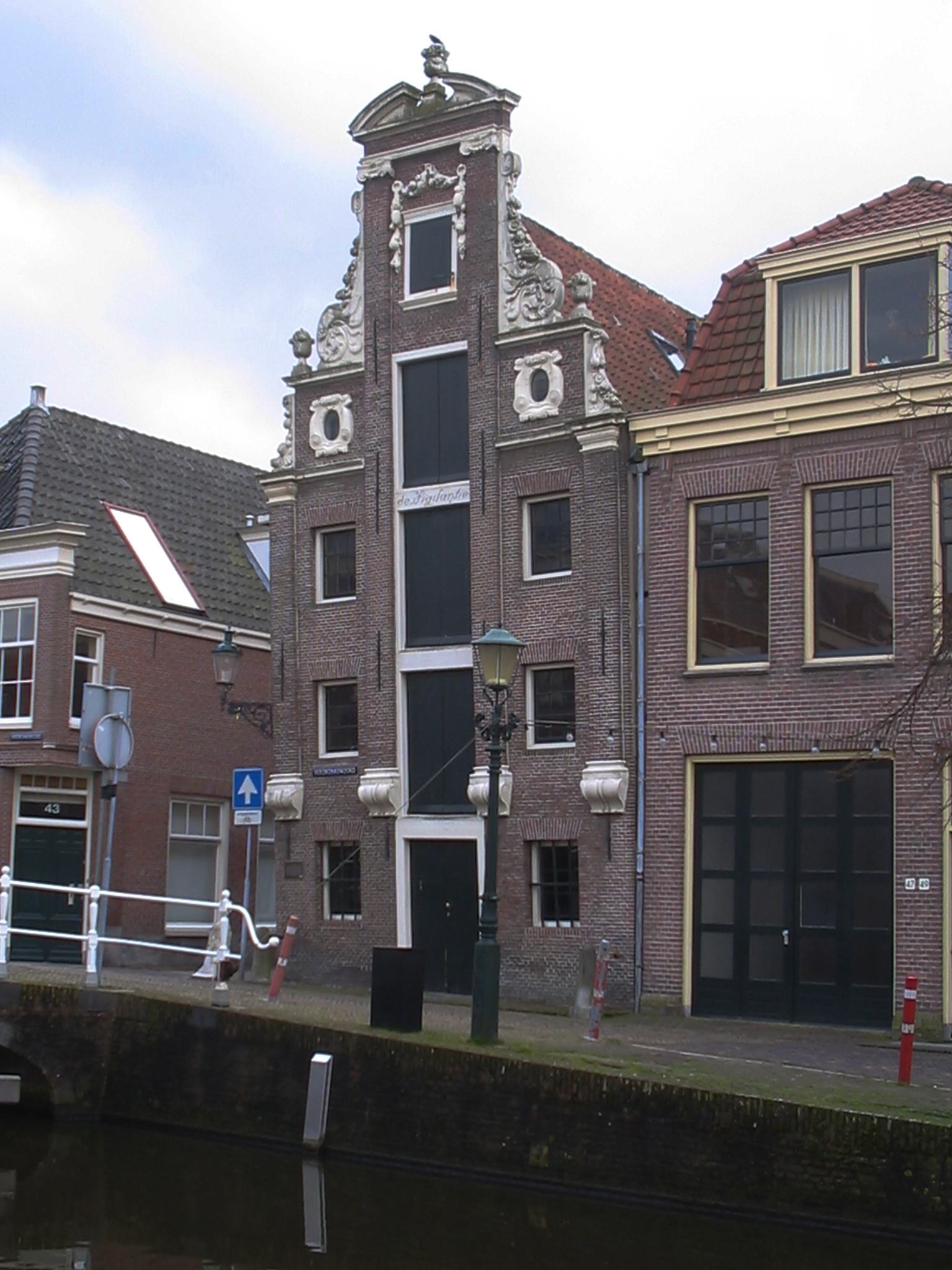
De Vigilantie, Alkmaar

Enkele Nederlandse voorbeelden van pakhuizen met sprekende namen zijn "Afrika", "Madagaskar", "De Korendrager" en "Het Spaanse Huis". Het gemiddelde Nederlandse pakhuis is zo'n 30 meter diep. Het Stadskorenpakhuis (1566) in Schoonhoven is een van de oudere pakhuizen in Nederland. Grote ondernemingen zoals de VOC lieten veel pakhuizen bouwen, deze stonden vaak in een rij naast elkaar.

### Amsterdam
In Amsterdam staan verreweg de meeste Nederlandse pakhuizen, dit omdat Amsterdam vroeger een groot handelscentrum was. De bebouwing langs bekende Amsterdamse grachten als het Entrepotdok, de Brouwersgracht en de Oude Schans bestaat voor het grootste deel uit pakhuizen.
De pakhuizen zijn hoge in baksteen opgetrokken bouwwerken, vaak op smalle en diepe percelen. De gevels eindigen in een top en zijn voorzien van grote met luiken gesloten openingen. In de top is een hijsbalk aangebracht.

### Andere plaatsen
Ook in steden als Harlingen, Groningen, Den Haag en Haarlem zijn veel pakhuizen te vinden. De meeste pakhuizen staan vanwege de bereikbaarheid aan een gracht. Buiten de grote steden treft men incidenteel nog een gaaf monumentaal pakhuis als overblijfsel van oude industrieën, zoals het Rijksmonumentale Tabaksmagazijn in het Land van Maas en Waal, overblijfsel van de toenmalige tabaksteelt.